# Chaetopleurophora spinosior
Chaetopleurophora spinosior är en tvåvingeart som beskrevs av Schmitz 1938. Chaetopleurophora spinosior ingår i släktet Chaetopleurophora och familjen puckelflugor. Inga underarter finns listade i Catalogue of Life.